# Graeme Storm
Graeme Storm (* 13. März 1978 in Hartlepool, England) ist ein englischer Profigolfer der European Tour.
Er hatte eine sehr erfolgreiche Amateurkarriere, in der er vor allem 1999 The Amateur Championship gewinnen konnte und dafür eine Einladung zum Masters des folgenden Jahres bekam. Im selben Jahr stand Storm im siegreichen Walker Cup Team von Großbritannien und Irland. Nachdem er 2000 beim Masters im Augusta National Golf Club Geschichte schrieb – die Kombination Golfer mit Mutter als Caddie gab es noch nie –, wurde Storm in jenem Jahr Berufsgolfer.
Er schaffte es sofort, sich über die Tour School für die European Tour der Saison 2001 zu qualifizieren und konnte sich dort bis 2002 behaupten. Danach musste Storm zur zweitgereihten Challenge Tour, wo er 2004 zwei Turniersiege erreichte und sich über einen dritten Platz in der Jahreswertung wieder die Spielberechtigung für die Haupttour holte. Die Saison 2005 verlief für Storm sehr erfreulich und er fand sich am Ende auf Platz 31 der European Tour Order of Merit wieder. Den Höhepunkt setzte er mit einem zweiten Platz bei den prestigeträchtigen Smurfit European Open. Auch 2006 konnte er mit guten Platzierungen immer wieder auf sich aufmerksam machen. Im Juli 2007 schaffte Storm den ersten Sieg auf der großen Tour, bei der Open de France.
Graeme Storm ist fußballbegeistert und bekennender Anhänger des FC Liverpool.

## Turniersiege
- 2004 Ryder Cup Wales Challenge, Attijari Wafa - Tikida Beach Moroccan Classic (beide Challenge Tour)
- 2007 Open de France
- 2017 BMW South African Open

## Teilnahme an Mannschaftsbewerben
- Seve Trophy (für Großbritannien & Irland): 2007 (Sieger)

## Resultate bei Major Championships
| Tournament        | 1999 | 2000 | 2001 | 2002 | 2003 | 2004 | 2005 | 2006 | 2007 | 2008 | 2009 | 2010 | 2011 | 2012 | 2013 | 2014 | 2015 | 2016 |
| ----------------- | ---- | ---- | ---- | ---- | ---- | ---- | ---- | ---- | ---- | ---- | ---- | ---- | ---- | ---- | ---- | ---- | ---- | ---- |
| Masters           | DNP  | CUT  | DNP  | DNP  | DNP  | DNP  | DNP  | DNP  | DNP  | DNP  | DNP  | DNP  | DNP  | DNP  | DNP  | DNP  | DNP  | DNP  |
| US Open           | DNP  | DNP  | DNP  | DNP  | DNP  | DNP  | DNP  | CUT  | DNP  | DNP  | DNP  | DNP  | DNP  | DNP  | DNP  | DNP  | DNP  | DNP  |
| Open Championship | CUT  | DNP  | DNP  | DNP  | DNP  | DNP  | T78  | DNP  | CUT  | T39  | T52  | DNP  | CUT  | DNP  | DNP  | DNP  | DNP  | DNP  |
| PGA Championship  | DNP  | DNP  | DNP  | DNP  | DNP  | DNP  | DNP  | DNP  | DNP  | DNP  | DNP  | T62  | DNP  | DNP  | DNP  | DNP  | DNP  | DNP  |

DNP = nicht teilgenommen

CUT = Cut nicht geschafft

„T“ geteilte Platzierung

Grüner Hintergrund für Siege

Gelber Hintergrund für Top 10